# Знамљанка
Знамљанка (укр. Знам'янка) град је Украјини у Кировоградској области. Према процени из 2012. у граду је живело 24.255 становника.

## Становништво
Према процени, у граду је 2012. живело 24.255 становника.
| 1979.  | 1989.  | 2001.  | 2012.  |
| ------ | ------ | ------ | ------ |
| 29.336 | 33.828 | 29.412 | 24.255 |